# Radvd
O Router Advertisement Daemon (radvd) é um produto de software de código aberto que implementa anúncios de link local para endereços de roteador IPv6 e prefixos de roteamento IPv6 usando o NDP (Neighbour Discovery Protocol), conforme especificado em rfc 2461.